# 陳經文
陳經文，字徵白，江西廣昌人，明朝政治人物，賜同進士出身。

## 生平
崇禎十六年（1643年）登進士，歷官潮州府推官、潮州知府，免課稅，大埔盜起，捐俸拒守全城，監軍斬寇，卒於調任途中。